# گری پرچت
گری پرچت (انگلیسی: Gary Perchet؛ زادهٔ ۲۱ نوامبر ۱۹۸۳) بازیکن فوتبال اهل فرانسه است.
از باشگاه‌هایی که در آن بازی کرده‌است می‌توان به باشگاه ورزشی آمیان اشاره کرد.